# Marcelo Escudero
Marcelo Alejandro Escudero (Punta Alta, 25 de julio de 1972)es un exfutbolista y entrenador argentino que actuaba como interior derecho o mediocampista. Actualmente dirige a la reserva de River Plate,y es el técnico interino del primer equipo.

## Trayectoria
Debutó profesionalmente en la Primera División de Argentina con Newell's donde el equipo ganó el Torneo Clausura 1992. 
En 1995 Escudero fue elegido para jugar en la selección de fútbol de Argentina para jugar la Copa América 1995.
En 1996 se unió a River Plate en donde ganó seis campeonatos en Primera División, una Copa Libertadores y  una Supercopa Sudamericana.
En 2003 tuvo un paso fugaz en Fortaleza en Brasil. Su último club fue Olimpo de Bahía Blanca donde se retiró en 2005.
Actualmente entrena a la reserva de River Plate. Es hermano de Sergio Daniel Escudero, también futbolista.

## Clubes
| Club              | País      | Año       |
| ----------------- | --------- | --------- |
| Newell's Old Boys | Argentina | 1992-1996 |
| River Plate       | Argentina | 1996-2002 |
| Fortaleza         | Brasil    | 2003      |
| Olimpo            | Argentina | 2004-2005 |

## Palmarés

### Como jugador

#### Campeonatos nacionales
| Título           | Club              | País      | Torneo |
| ---------------- | ----------------- | --------- | ------ |
| Primera División | Newell's Old Boys | Argentina | C-1992 |
| Primera División | River Plate       | Argentina | A-1996 |
| Primera División | River Plate       | Argentina | C-1997 |
| Primera División | River Plate       | Argentina | A-1997 |
| Primera División | River Plate       | Argentina | A-1999 |
| Primera División | River Plate       | Argentina | C-2000 |
| Primera División | River Plate       | Argentina | C-2002 |

##### Copas internacionales
| Título                 | Club        | País         | Año  |
| ---------------------- | ----------- | ------------ | ---- |
| Copa Libertadores      | River Plate | Buenos Aires | 1996 |
| Supercopa Sudamericana | River Plate | Buenos Aires | 1997 |